# Aeroplani Caproni S.A.
Aeroplani Caproni war ein italienisches Unternehmen, das vorwiegend in der Luftfahrtindustrie tätig war. Der von Gianni Caproni gegründete Konzern bildete in den 1920er und 1930er Jahren mit über 20 kontrollierten Firmen eine über Italien hinaus tätige Unternehmensgruppe. Das Mutterunternehmen meldete 1950 Insolvenz an und wurde in der Folgezeit zerschlagen. Einzelne Unternehmensteile waren unter dem Namen Caproni noch bis 1983 tätig.

## Geschichte

### Gründungszeit

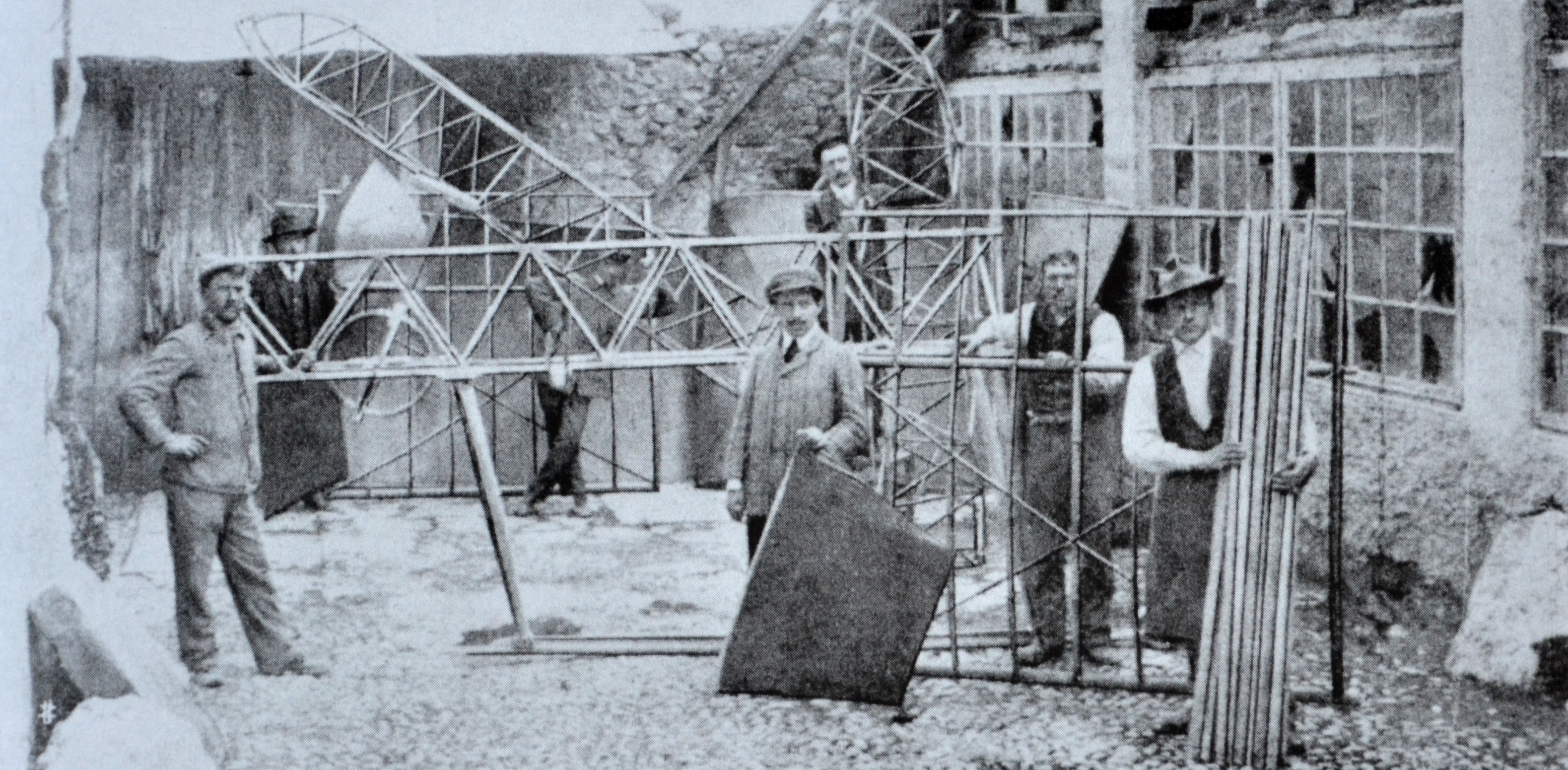
Die erste Hinterhofwerkstatt in Arco, Gianni vorne in der Mitte und dahinter sein Bruder Federico mit einigen Arbeitern (1909)

Die Entstehung des Unternehmens geht auf das Jahr 1910 zurück, als Gianni Caproni im April 1910 vom Armeekorps in Mailand Teile des militärisch genützten Gehöfts La Malpensa im Gemeindegebiet von Somma Lombardo zur Verfügung gestellt wurden. In einer selbstgebauten notdürftigen Halle richtete er dort seine Werkstatt ein, die 1909 in Arco entstanden war. Der Umzug war vor allem aus praktischen Gründen notwendig geworden, da sich das von Bergen umgebene Arco nicht für Testflüge eignete. Bei der Entscheidung spielte aber auch die irredentistische Gesinnung der Familie Caproni eine nicht unbedeutende Rolle, da die erste Maschine nicht von österreichisch-ungarischem Boden abheben sollte. Begleitet wurde Gianni von seinem älteren Bruder Federico, mit dem er in Malpensa die Gesellschaft Società d’Aviazione Fratelli Caproni (dt. Luftfahrtgesellschaft der Gebrüder Caproni) gründete. Nur wenige Wochen nach dem Umzug hob mit dem Doppeldecker Ca.1 am 27. Mai 1910 das erste von Caproni gebaute Flugzeug ab.
Die Anfangszeit war durch zahlreiche Probleme und Rückschläge gekennzeichnet, die zuallererst finanzieller Art waren. Bereits Anfang 1911 musste Caproni nach Vizzola Ticino umziehen, nachdem das Militär den Standort La Malpensa wieder für sich beansprucht hatte. Die fehlende öffentliche Resonanz und die zurückhaltende Auftragsvergabe durch die italienische Armee, lange Zeit skeptisch gegenüber Flugzeugen, sorgten schließlich dafür, dass Caproni 1913 die Firma an den Staat verkaufen musste. Zu dieser Zeit umfasste die Werkstatt in Vizzola Ticino bereits sieben Hangars auf einer Fläche von 1500 m² mit 130 Beschäftigten, in der 15 Maschinen gleichzeitig gebaut werden konnten.
In diesen drei Jahren hatte die Firma mehrmals durch das Hinzuziehen neuer Partner und Geldgeber den Namen gewechselt, so nannte sie sich zwischen Februar und November 1911 Ing. De Agostini & Caproni Aviazione, danach bis Mitte September 1912 Società Caproni & C. und schließlich Società Ingegneri Caproni e Faccanoni. Neben dem Bau von Flugzeugen hatte sich Caproni mit einer Flugschule ein zweites Standbein geschaffen.

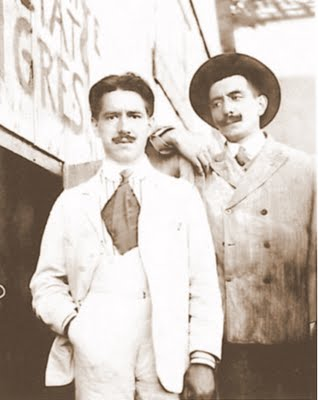
Gianni und Federico Caproni vor ihrer Werkstatt in Vizzola Ticino (1912)

Dennoch war diese erste Zeit auch durch zahlreiche Erfolge und Rekorde gekennzeichnet, die die von Caproni gebauten Maschinen, wie die Eindecker Ca.9, Ca.11 und Ca.12, erzielten.
Die Verstaatlichung 1913 stellte sich als das entscheidende Sprungbrett für die weitere Entwicklung der Marke Caproni heraus. Gianni Caproni blieb als technischer Leiter dem Betrieb erhalten. Rückhalt erfuhr er nun vom Kommandeur des ersten Flieger-Bataillons der italienischen Armee Giulio Douhet. Dieser ernannte ihn zum technischen Direktor des Battaglione Aviatori und Caproni wurde praktisch zum ausführenden Arm der Luftkriegsideen Douhets, die auf dem Einsatz von Flugzeugen als strategischer Waffe fußten. Im Sommer 1913 rüstete die italienische Armee eine erste Staffel mit sechs Maschinen des von Caproni entworfenen Aufklärers Ca.18 aus. Douhet beauftragte ihn gleichzeitig, einen Bomber zu entwickeln, aus dem der erste Prototyp, die Ca.30, hervorging.
Caproni verdankte seinen Aufstieg dem eigenmächtigen Vorgehen Douhets, der mit seinem Entschluss, ohne Mitwissen seiner Vorgesetzten und der Regierung, Caproni konkurrenzlos zu einem der bedeutendsten italienischen Flugzeughersteller der italienischen Luftstreitkräfte der Anfangszeit machte. Das Vorgehen hatte zwei Untersuchungsausschüsse und die Versetzung Douhets zur Infanterie zur Folge.

### Erster Weltkrieg
Bei Ausbruch des Ersten Weltkrieges war die Entwicklung des dreimotorigen Bombers Ca.31, Armeebezeichnung Ca.1, noch nicht ganz abgeschlossen. Der Erstflug erfolgte erst einige Monate später im November 1914. Für die im März 1915 angelaufene Produktion der ersten zwölf Maschinen in Vizzola Ticino wurde die Kooperative Società per lo Sviluppo dell’Aviazione in Italia unter dem Vorsitz des Senators Carlo Esterle gegründet, wobei Gianni Caproni als technischer Berater tätig war. Die Gesellschaft vergrößerte den Standort in Vizzola Ticino und errichtete eine weitere Produktionsstätte im Mailänder Stadtteil Taliedo neben dem dort bereits bestehenden Flugfeld. Im Januar 1916 langte eine zweite Bestellung von 150 Maschinen der leistungsstärkeren Ca.32, Armeebezeichnung Ca.2, ein.
Douhet förderte zwar den Bau von Bombern, verhinderte aber gleichzeitig die Entwicklung eines in Italien entworfenen Jagdflugzeugs, das nicht in sein Luftkriegskonzept passte. Mit der Ca.20 hatte Caproni zwar ein leistungsstarkes Jagdflugzeug entwickelt, fand aber keinen Abnehmer dafür. Die Folge war, dass Caproni sich auf die Produktion von Bombern konzentrierte und andere Bereiche vernachlässigte.
Mit fortschreitender Kriegsdauer kam dem Luftkrieg immer größere Bedeutung zu. Der Durchbruch für Caproni erfolgte, als man die Bombardierung aus der Luft gegen strategisch wichtige Ziele ganz gezielt einsetzte. Gerade für solche Aufgaben waren die schweren Bomber von Caproni konzipiert und ständig weiterentwickelt worden. Dementsprechend langten insbesondere ab der zweiten Kriegshälfte immer größere Bestellungen ein, die bald vierstellige Zahlen erreichten. Allein von der Ca.46, Armeebezeichnung Ca.5, wurden ab 1917 über 4000 Maschinen bestellt, die auch als Lizenznachbau von anderen Firmen nachgebaut wurden.

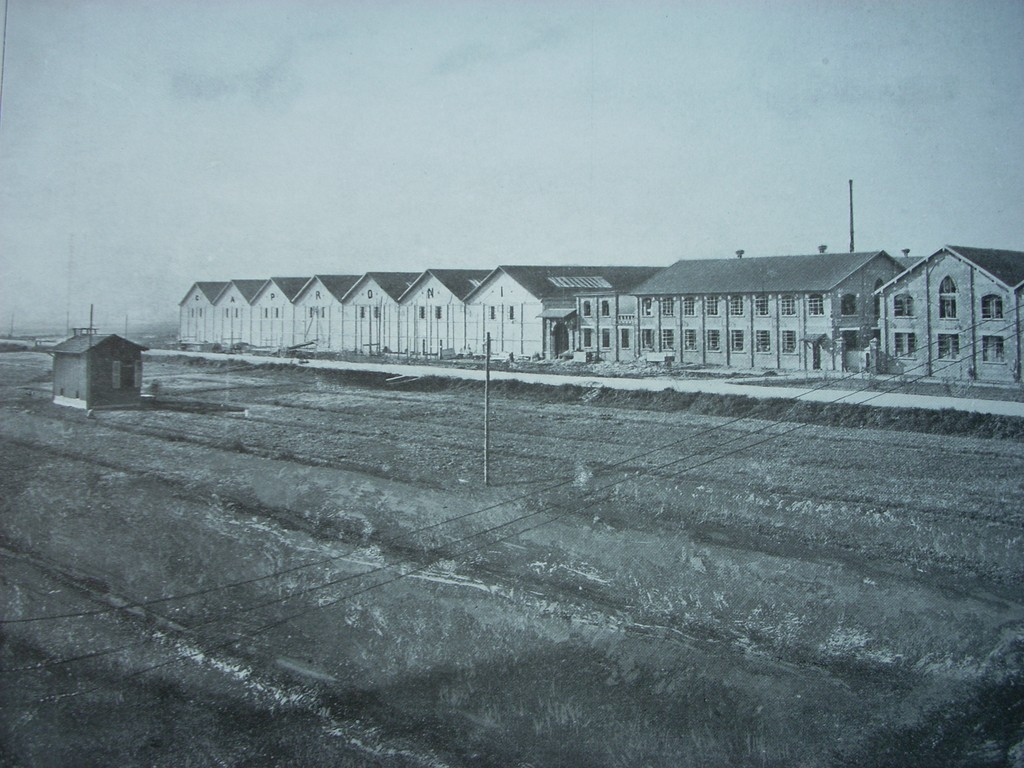
Die Caproni-Werkshallen in Taliedo (1920)

Durch das florierende Kriegsgeschäft war Gianni Caproni in der Lage, die Società per lo sviluppo dell’aviazione in Italia im Mai 1917 zu übernehmen und in eine Kapitalgesellschaft zu verwandeln, der er selbst vorstand. Im November 1917 gründete er mit der Società italiana Caproni eine zweite Gesellschaft mit Firmensitz in Taliedo.
Zum guten Geschäft trugen auch die Lizenznachbauten im Ausland bei. In Frankreich wurden zwischen 1916 und 1918 fast 250 Maschinen verschiedener Modelle unter anderem vom Flugzeugbauer REP von Robert Esnault-Pelterie nachgebaut. Ein weiterer Großabnehmer waren die Luftstreitkräfte der Vereinigten Staaten, die 1050 Modelle des Typs Ca.5 bestellten, die bei den Firmen Standard Aircraft Corporation, Curtiss und Fisher Body produziert wurden. Für die Ausbildung der amerikanischen Piloten richtete man in Foggia eine eigene Flugschule ein, an der unter anderem Fiorello LaGuardia ausgebildet wurde. Auch an das Royal Naval Air Service wurden in geringeren Stückzahlen Maschinen geliefert.
Ende des Krieges umfasste die Produktion von Caproni-Bombern etwa 50.000 Beschäftigte.

### 1920er und 1930er Jahre
Nach Ende des Ersten Weltkrieges gelang es nicht, die für militärische Zwecke aufgebaute italienische Luftfahrtindustrie für zivile Zwecke umzuorientieren. Die Folge für Caproni war ein drastischer Auftragsrückgang sowie eine 1920 und 1921 durchgeführte Kapitalabwertung der beiden Gesellschaften. Gleichzeitig verursachte die Krise, dass die Entwicklung neuer Modelle hinausgezögert wurde. Auf den zivilen Umbau des Unternehmens wirkten sich auch fehlgeschlagene Projekte, wie das Großflugzeug Ca.60, sowie einige Flugunfälle mit zivilen Opfern negativ aus.
Ein Wendepunkt war mit der faschistischen Machtübernahme im Oktober 1922 erreicht, da die neuen Machthaber wieder verstärkt auf die militärische Nutzung der Luftfahrt setzten. Bereits im Januar 1923 beschloss die faschistische Regierung, eine von den anderen Teilstreitkräften unabhängige Luftwaffe aufzubauen. In der Folge stieg die Nachfrage an militärischen Maschinen wieder an und es bildete sich eine ähnliche Verflechtung heraus, wie sie zwischen Militärs und Industrie bereits im Ersten Weltkrieg bestanden hatte. Auch Caproni zog aus der neuen Situation seinen Nutzen, da man beim Aufbau der neuen Teilstreitkraft auf Erfahrungen und Beziehungen aus der Vergangenheit setzen konnte. Bereits 1925 konnte das Kapital wieder aufgestockt werden. Im gleichen Jahr wurde auch die Firmenbezeichnung der Società per lo sviluppo dell’aviazione in Italia in Aeroplani Caproni mit Firmensitz in Mailand umgeändert.

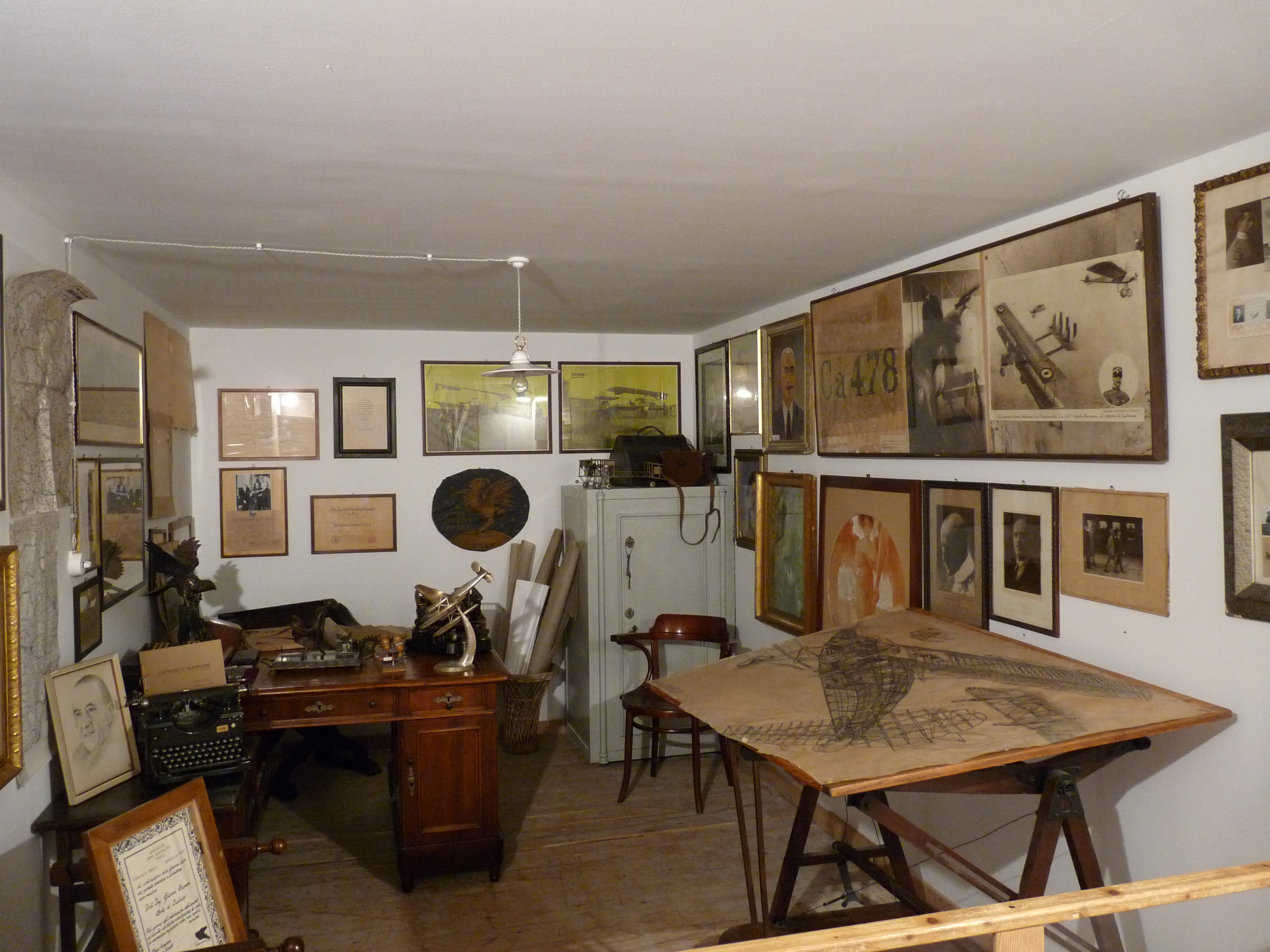
Büro Gianni Capronis nachgebildet im Museo dell’aeronautica Gianni Caproni

Das Jahr 1929 stellte infolge der Vermögensaufteilung zwischen beiden Brüdern einen Einschnitt in der Firmengeschichte dar. Federico erhielt die Società italiana Caproni mit Standort Vizzola Ticino. Letztere sollte sich in Zukunft mehr auf die Ausbildung von Piloten und Reparaturen spezialisieren, so dass sie deshalb in Scuola aviazione Caproni umbenannt wurde. Produktion und Entwicklung lagen dagegen im Aufgabenbereich von Gianni Caproni in Taliedo.
Im gleichen Jahr verschlechterte sich die Stimmungslage jedoch wieder, da der neue Luftfahrtkommissar Italo Balbo die Erneuerung des Flugzeugparks der Luftstreitkräfte in Angriff nahm und dabei die von Caproni produzierten Modelle nur noch teilweise berücksichtigte. Balbo setzte sich von der von Douhet vertretenen Luftkriegsstrategie ab und förderte die Dezentralisierung der Luftfahrtindustrie sowie die Einführung einer Vielzahl von Modellen in den Luftstreitkräften. Die Folge war, dass Caproni auf dem ausländischen Markt tätig wurde und im Inland zahlreiche Firmen übernahm. Im Laufe der 1930er Jahre wurde Caproni zu einem der führenden Unternehmen in Italien, als er nacheinander zahlreiche Firmen unterschiedlicher Branchen zu einer Unternehmensgruppe zusammenschloss. Diese Firmen umfassten insbesondere den Bereich Flugzeugbau, der Gruppe gehörten aber auch Zulieferer und Rohstofflieferanten an, die zum Beispiel für die Herstellung von Legierungen benötigt wurden. Ende der 1930er Jahre gehörten der Gruppe unter der Führung der Aeroplani Caproni etwa 20 Firmen mit 15.000 bis 20.000 Beschäftigten an. Zu dieser Zeit stellte die Gruppe etwa ein Viertel der in Italien produzierten Militärmaschinen sowie einen Großteil der Exporte und Teile der Bordwaffen her.
Als Folge der von der faschistischen Politik geförderten Dezentralisierung entstanden Mitte der 1930er Jahre auch die Caproni-Werke in Predappio und Palermo, während die Werke in Gardolo und Arco auch aus dem Wunsch entstanden, die alte Heimat Trentino am wirtschaftlichen Aufschwung zu beteiligen. Dabei spielte aber auch die geografische Nähe zum deutschen Markt eine nicht unbedeutende Rolle. Die Zersplitterung wirkte sich allerdings negativ auf die Unternehmenspolitik aus. Die technischen Bereiche der einzelnen Unternehmen agierten zum Großteil unkoordiniert, was zum Teil zu internen Konkurrenzsituationen führte. Der Export stellte bis zum Ausbruch des Zweiten Weltkrieges einen wichtigen Anteil am Gesamtumsatz der Gruppe dar. Exportiert wurde nach Südamerika, China, Schweden, Griechenland, Österreich, Ungarn und ab 1938 auch in das Deutsche Reich. Bis 1941 stieg der Umsatz in den wichtigsten Unternehmensteilen stark an und konnte in dieser Zeit von 538.000 Lire auf 1.777.000 Lire mehr als verdreifacht werden.

### Zweiter Weltkrieg

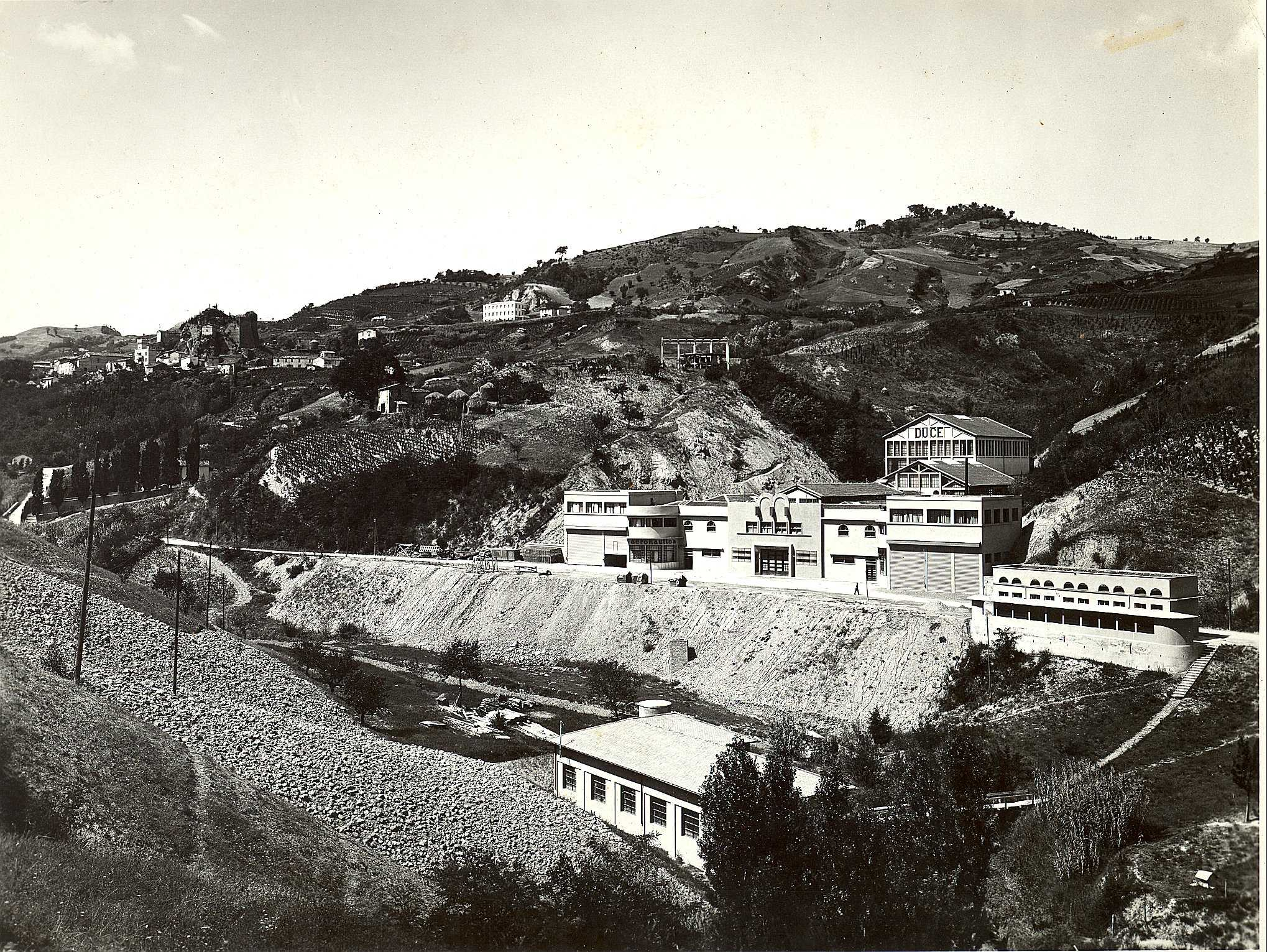
Caproni-Werke Predappio (1939)

Wie bereits im Ersten Weltkrieg profitierte die Gruppe nach Ausbruch des Zweiten Weltkrieges von der gestiegenen Kriegsnachfrage. Neben den italienischen Luftstreitkräften produzierte man auch für die deutsche Luftwaffe, wie zum Beispiel die als Transportflugzeug eingesetzte Ca.313. Neben Flugzeugen stellten Munition, Handfeuer- sowie Flugzeugbordwaffen wichtige Produktionszweige dar. Die Produktion war im Krieg aufgrund zunehmender Versorgungsengpässe nur mehr in Teilen ausgelastet. Alliierte Bomberangriffe sorgten mit fortlaufender Kriegsdauer für Produktionsunterbrechungen. Die bei Caproni vom Band gelaufenen Flugzeuge erreichten im Zweiten Weltkrieg bei weitem nicht die Bedeutung, die noch im Ersten Weltkrieg wesentlich zum Ruhm des Unternehmens beigetragen hatte. Lediglich die bei den beiden Tochterunternehmen Caproni Aeronautica Bergamasca, die aus den Cantieri Aeronautici Bergamaschi hervorgegangen war, und bei den Officine Meccaniche Reggiane gebauten Maschinen kamen in größerem Umfang zu Kriegseinsätzen.
Nach dem Waffenstillstand von Cassibile am 8. September 1943 wurde die Produktion der deutschen Kriegswirtschaft untergeordnet. Die größten Anstrengungen setzte Gianni Caproni bis Kriegsende daran, die Produktion möglichst unter der eigenen Kontrolle in Italien zu behalten. Einzelne Produktionsstätten wurden zwar dezentral, zum Teil sogar unterirdisch ausgelagert und vollständig der deutschen Rüstungsindustrie zugeführt, wie im Fall der Caproni-Werke Torbole, in denen Bauteile für die von der nationalsozialistischen Propaganda als Wunderwaffen gepriesenen Me 163, Me 262, V1 und V2 gebaut wurden, blieben aber im Land.
Bis zum Kriegsende musste man mit Sabotageakten in den einzelnen Betrieben kämpfen. Auch an dem von der Resistenza unterstützten Generalstreik im März 1944 nahmen die Beschäftigten der Caproni teil, was die Produktion praktisch zum Erliegen brachte. Als Folge davon wurden Arbeiter der Caproni von den Deutschen in das Deutsche Reich verschleppt und der Aufsicht der SS unterstellt. Insbesondere das Werk Taliedo war eines der Zentren des italienischen Widerstandes in Mailand, der selbst durch deutsche Vergeltungsaktionen nie ganz zum Schweigen gebracht werden konnte. Insgesamt wurden allein in Taliedo 66 Personen nach Mauthausen deportiert, wovon 39 dort ums Leben kamen. Einem Attentat des Widerstandes fiel der Personalchef von Taliedo, Cesare Cesarini, zum Opfer, der für seine faschistische Haltung und seine Willkür im Werk berüchtigt war.

### Nachkriegszeit

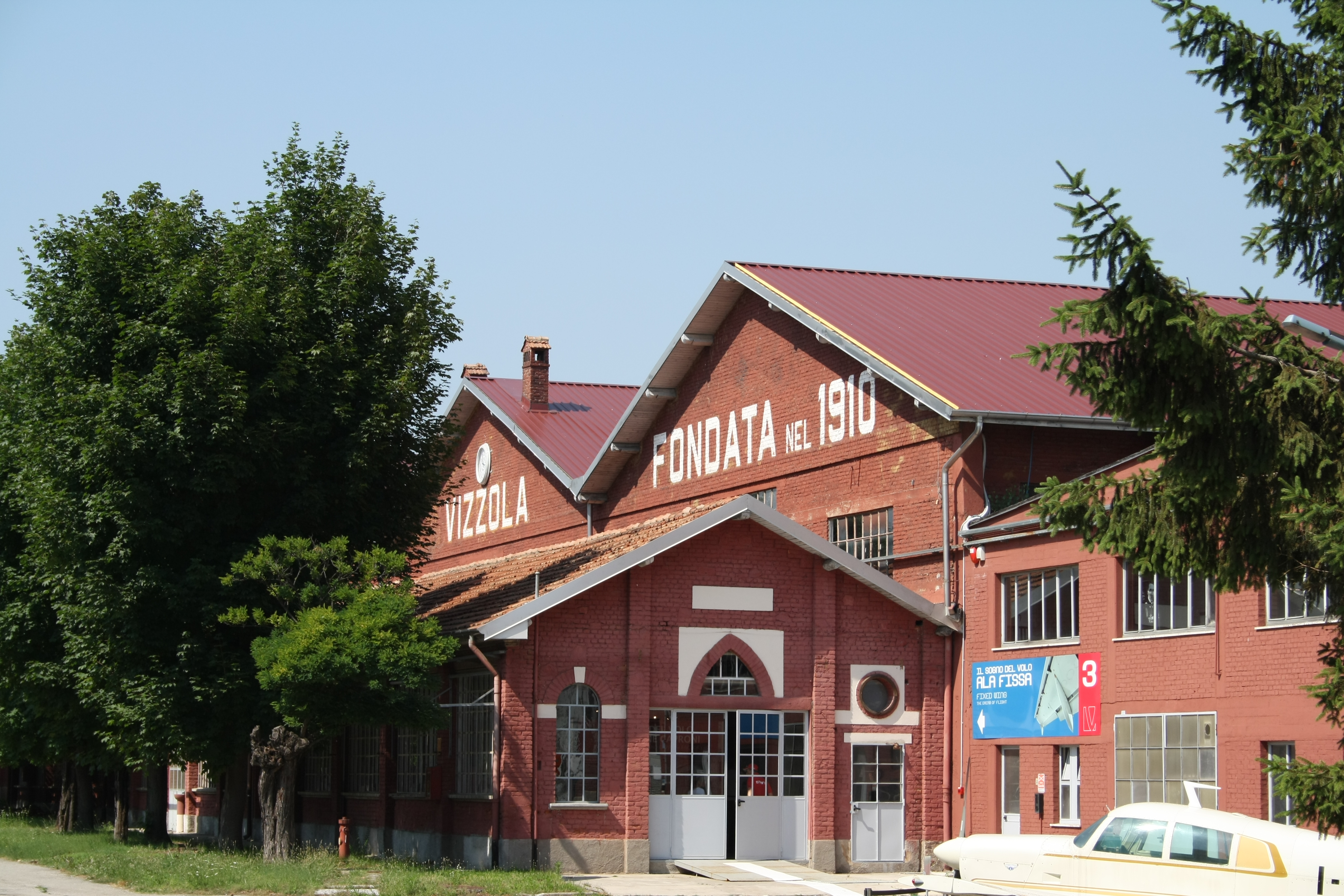
Caproni Vizzola Ticino, heute Sitz des Luftfahrtmuseums Volandia

Am 25. April 1945 besetzte die Resistenza das Werk in Taliedo und schuf ein werkseigenes Befreiungskomitee des CLN. Einem wegen Kollaboration mit den Deutschen drohenden Standgericht konnte sich Caproni auch mit Hilfe der Amerikaner entziehen, die ihn als Verbündeten im Kampf gegen den Kommunismus betrachteten. Dennoch wurde er für seine faschistische Vergangenheit – er war 1926 der PNF beigetreten – angeklagt, entzog sich aber einem Prozess. Aufgrund dessen konnte er erst wieder Mitte 1946 die Führung des Unternehmens übernehmen, nachdem alle Anklagepunkte gegen ihn fallen gelassen worden waren. In der Zwischenzeit war wertvolle Zeit für die nötige Umstrukturierung des Unternehmens verloren gegangen.
Die Neuausrichtung auf den zivilen Markt gelang jedoch auch danach nicht. Die Produktion von Flugzeugen stand in der unmittelbaren Nachkriegszeit wegen der auferlegten Bedingungen der Siegermächte still, stattdessen versuchte man auf dem noch schwach ausgeprägten Automobil- und Motorradmarkt Fuß zu fassen, auf dem es bereits schwergewichtige Konkurrenten gab. Fehler in der Unternehmensführung – mit dem Isotta Monterosa entwarf man ein Auto der Luxusklasse, für das es zwei Jahre nach Kriegsende keinen Markt gab – sowie eine zunehmende betriebswirtschaftliche Schieflage ab 1947 leiteten schließlich den schrittweisen Zusammenbruch ein.
Als letztes Flugzeug ging 1948 das Modell Ca.193 im Taliedo vom Band. Es handelte sich um ein zweisitziges Verbindungsflugzeug, das keinen Abnehmer fand und von dem nur ein Prototyp, heute im Luftfahrtmuseum in Trient ausgestellt, gebaut wurde.
Der Versuch, 1948 durch ausländische Kredite das Unternehmen zu retten, scheiterte, und im Januar 1949 versagte auch die italienische Regierung Caproni jede staatliche Hilfe. 1950 meldete die Caproni Aeroplani S.A. die sich in der Zwischenzeit mit der Isotta Fraschini und der CEMSA verschmolzen hatte, um im Fahrzeugbau aktiv zu werden, Insolvenz an. Bereits 1948 hatte mit der Übernahme der Officine Reggiane durch das Kreditinstitut Istituto Mobiliare Italiano (IMI) der Ausverkauf der Gruppe begonnen. Noch bis 1955 bestand das Caproni-Werk in Gardolo bei Trient, in dem die letzte von Gianni Caproni entworfene Maschine, die Trento F.5, 1952 hergestellt wurde. Ende der 1960er Jahre erlebte man mit den in Vizzola Ticino gebauten Segelflugzeugen der Modellreihe Calif A-21 nochmals eine kurze Blütezeit. Als letztes Unternehmensteil wurde schließlich 1983 das Caproni-Werk in Vizzola durch Agusta übernommen.

## Unternehmensstruktur
| Gründungsunternehmen                                                                        |                                                                                               |
| Aeroplani Caproni seit 1925 1910 als Società d’Aviazione Fratelli Caproni gegründet Taliedo | Scuola aviazione Caproni seit 1929 1917 als Società italiana Caproni gegründet Vizzola Ticino |

Übernahmen und Gründungen zwischen 1929 und 1943
| Name                                                              | Ort                     | Übern./Gegr.                | Branche                             |
| ----------------------------------------------------------------- | ----------------------- | --------------------------- | ----------------------------------- |
| Cantieri Aeronautici Bergamaschi (CAB)                            | Bergamo                 | Übernahme 1929              | Flugzeugbau                         |
| Cantieri di Idroaviazione di Montecollino                         | Lago di Iseo            | Übernahme 1929              | Flugzeugbau                         |
| Motori Marini G. Carraro                                          | Mailand                 | Übernahme 1929              | Schiffsmotoren                      |
| Fabbrica Automobili Isotta Fraschini                              | Mailand                 | Übernahme 1930              | Fahrzeugbau, Motoren                |
| Aeronautica Predappio Nuova                                       | Predappio               | Gegründet 1935              | Flugzeugbau                         |
| Officine Meccaniche Italiane Reggiane                             | Reggio Emilia           | Übernahme 1935              | Eisenbahn-, Flugzeugbau und Motoren |
| Avio Industrie Stabiensi Catello Coppola fu Antonio (AVIS)        | Castellammare di Stabia | Übernahme 1935              | Flugzeugbau                         |
| Aeronautica Sicula                                                | Palermo                 | Übernahme 1935              | Flugzeugbau                         |
| Compagnia Nazionale Aeronautica (CNA)                             | Rom                     | Übernahme 1935              | Flugzeugbau                         |
| Officine Reatine Lavorazioni Aeronautiche (ORLA)                  | Rieti                   | Übernahme 1935              | Flugzeugbau                         |
| ISSA (Industria Specializzata Strumenti Aeronavigazione)          | Bergamo                 | Übernahme 1935              | Fluginstrumente                     |
| Aeroplani Caproni-Cantiere Aeronautico di Trento                  | Gardolo, Arco           | Gegründet 1937              | Flugzeugbau                         |
| Società Anonima Industrie Meccaniche Aeronautiche Navali (SAIMAN) | Lido di Ostia           | Übernahme Ende der 1930er   | Flugzeugbau                         |
| Società Aeronautica Alto Atesina                                  | Bozen                   | Übernahme Anfang der 1940er | Flugzeugbau                         |

Beteiligungen zwischen 1929 und 1943
| Name                                                    | Ort      | seit                   |
| ------------------------------------------------------- | -------- | ---------------------- |
| Segherie Italiane di Milano                             | Mailand  | 1929                   |
| Officine Meccaniche Romane                              | Rom      | 1929                   |
| Fabbrica Nazionale d’Armi e Manifattura Italiana d’Armi | Brescia  | Mitte der 1930er Jahre |
| CEMSA                                                   | Saronno  | Mitte der 1930er Jahre |
| Società Anonima Magnesio Italiano                       | Cagliari | 1935                   |
| Compagnia Chimico Mineraria del Sulcis                  | Sulcis   | 1935                   |
| Società Italiana Sabbie Industriali di Livorno          | Livorno  | 1935                   |

Ausländische Beteiligungen ab den 1920er und 1930er Jahren
| Name                                        | Ort                           | seit             |
| ------------------------------------------- | ----------------------------- | ---------------- |
| Curtiss-Caproni                             | Baltimore, Vereinigte Staaten | 1929             |
| Samoletna Fabrika Kaproni Bulgarski         | Kasanlak, Bulgarien           | 1930             |
| Caproni Agency Corporation Ltd.             | London, England               | Mitte der 1930er |
| Sociedade Aero-Portuguesa                   | Portugal                      | Mitte der 1930er |
| Fábrjca Nacional de Aviones Caproni Peruana | Las Palmas-Lima, Peru         | 1937             |

## Produktion

### Flugzeugbau
Das Kerngeschäft des Unternehmens war der Flugzeugbau, insbesondere für den militärischen Markt. Das erste Modell die Ca.1 wurde 1910 gebaut, das letzte unter dem Namen Caproni hergestellte Flugzeug war die Caproni Vizzola C-22J, ein Strahlflugzeug, das 1984 seinen offiziellen Erstflug absolvierte. Gekennzeichnet war die Produktion in der Zwischenkriegszeit durch eine Vielzahl von Modellen und Prototypen, die entwickelt wurden, aber nicht in die Serienfertigung gelangten. Dazu gehörten auch einige Modelle, die durchaus unter den Begriff Experimentalflugzeug fielen, wie die von Luigi Stipa entwickelte Stipa-Caproni, der von Secondo Campini entworfene Thermojet Campini-Caproni C.C.2, der 1921 gebaute dreifache Dreidecker Caproni Ca.60 und das 1929 seinerzeit größte Flugzeug der Welt, die Caproni Ca.90. Die unter dem Namen Caproni gebauten Flugzeuge erzielten insgesamt 72 nationale und internationale Rekorde. 160 Patente wurden angemeldet.

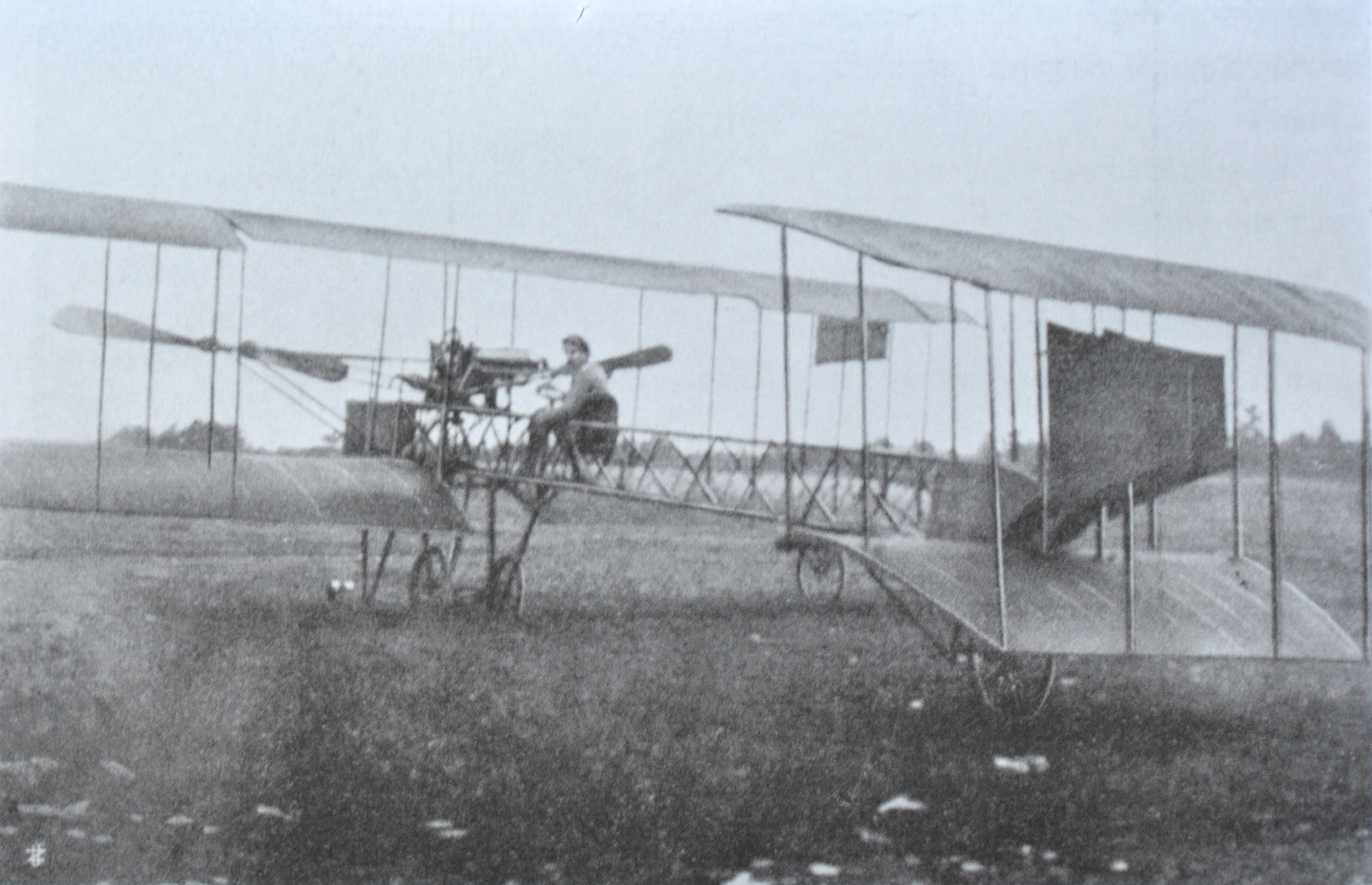
Die Ca.1 in Malpensa (1910)
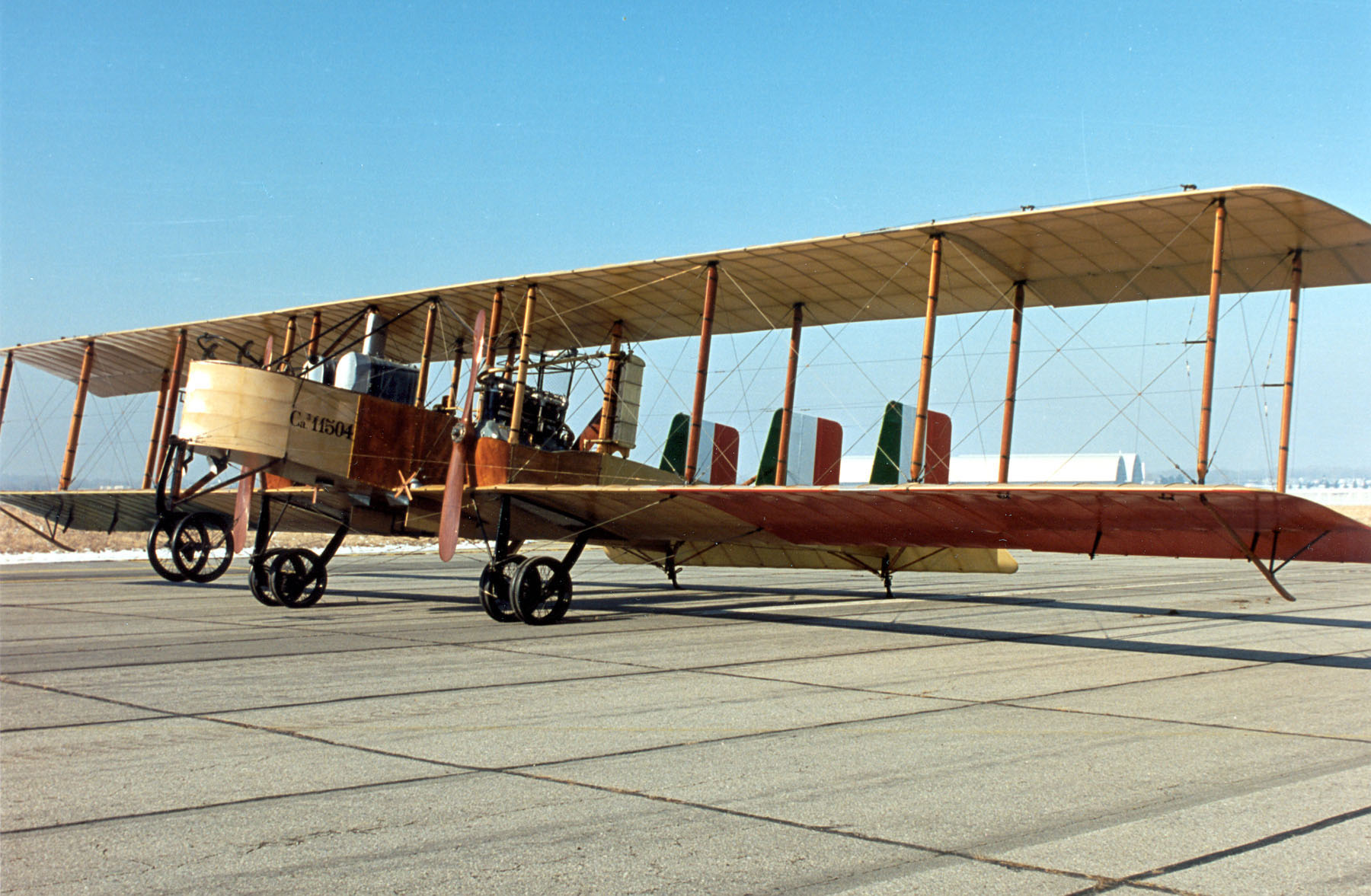
Ca.36-Bomber aus dem Ersten Weltkrieg (1916)
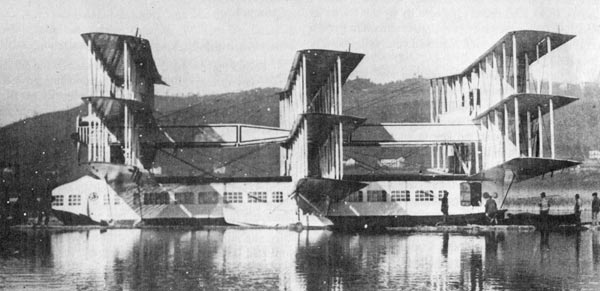
Ca.60 (1921)
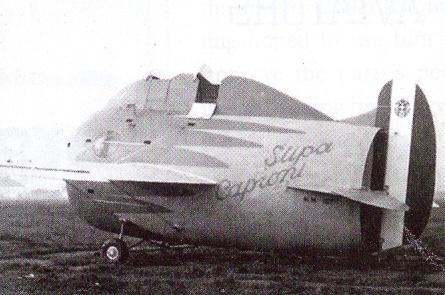
Stipa (1932)
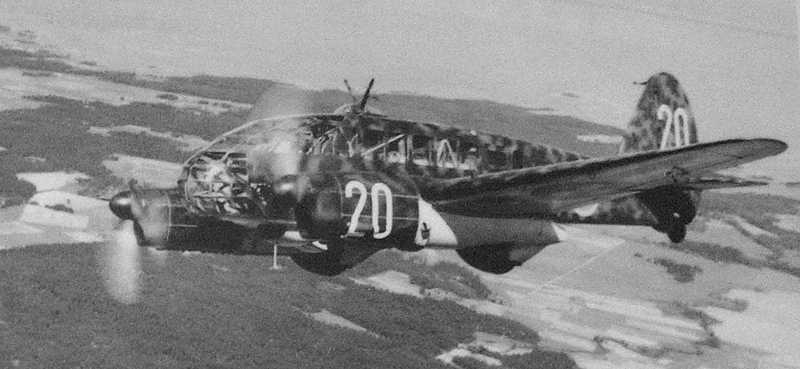
Ca.313 (1939)
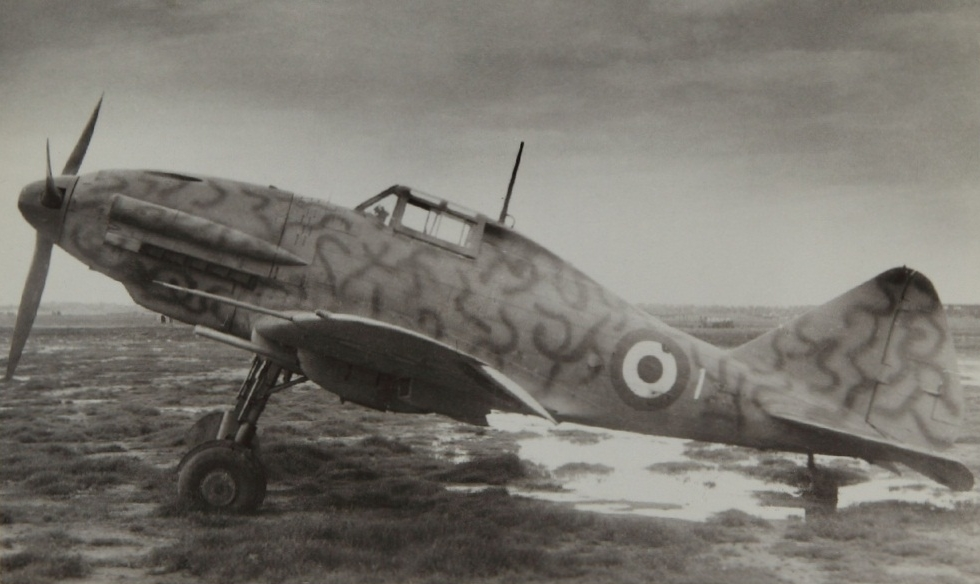
Reggiane Re.2001 (1940)
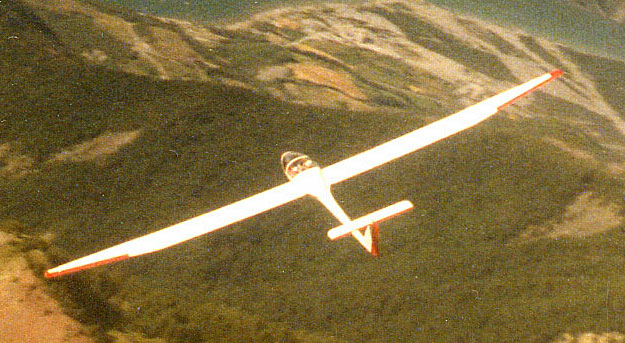
Calif A-21 (1970)
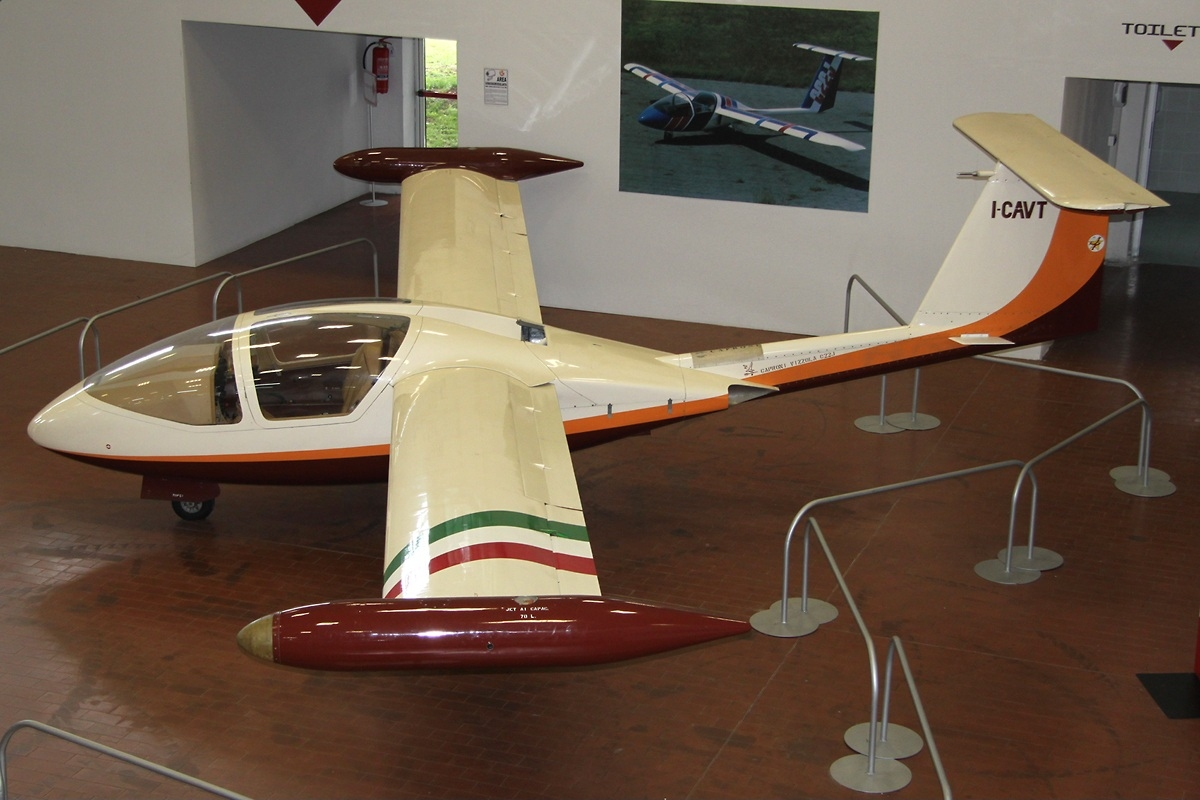
Vizzola C-22J (1984)

### Schiffsbau
Gianni Caproni begann sich nach der Übernahme der beiden Motorenhersteller Isotta Fraschini und Motori Marini Carraro Anfang der 1930er Jahre für diesen Bereich konkret zu interessieren. Er hatte bereits Ende der 1920er Jahre Projekte für Marine-Kleinkampfmittel geplant, die aber nie umgesetzt wurden. Isotta Fraschini lieferte schon im Ersten Weltkrieg die Motoren für die MAS-Boote der Regia Marina. Nachdem die Società Veneziana Automobili Navali (SVAN) 1932 die Produktion eingestellt hatte, verblieb auf dem Markt für Marine-Kleinkampfmittel nur die Firma Baglietto aus Varazze. Diese Quasi-Monopolstellung führte zu einer engen Zusammenarbeit zwischen Gianni Caproni und Vittorio Baglietto. 1935 stellte er der italienischen Marine ein Projekt für ein ferngesteuertes, mit Torpedos bewaffnetes Boot vor, ähnlich dem von der Kaiserlichen Marine im Ersten Weltkrieg entwickelten Fernlenkbooten. Das Projekt wurde jedoch wie auch andere Nachfolgeprojekte verworfen. Umgesetzt wurde dagegen der Bau von Kleinst-U-Booten. War die  1938 vorgestellte CA-Klasse noch als nicht befriedigend beurteilt worden, wodurch ihm eine Serienfertigung versagt blieb, so wurden von der größeren und technisch ausgereifteren CB-Klasse bis zum 8. September 1943 12 und danach weitere 14 Boote in Betrieb genommen. Kaum über den Stand von Prototypen kamen die Bootsklassen CC, CD und das bemannte Torpedo vom Typ San Bartolomeo hinaus.

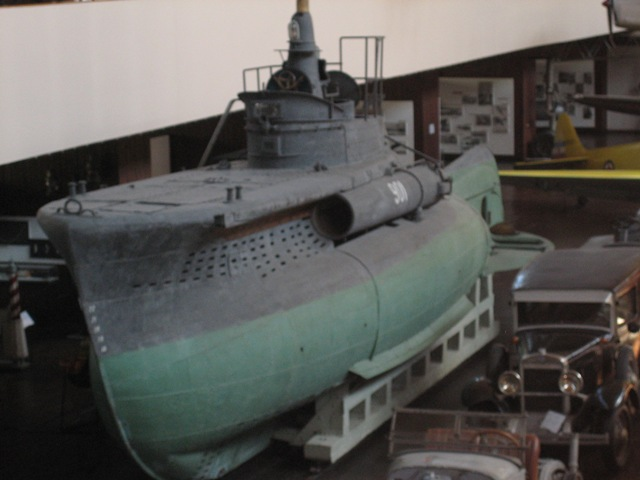
Kleinst-U-Boot CB
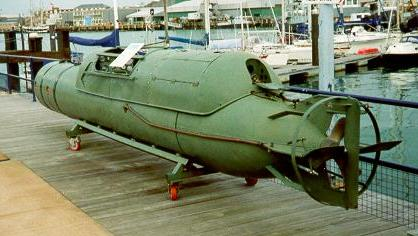
Bemannter Torpedo San Bartolomeo (1944)

### Automobile
Auch die Produktion von Automobilen war im Rahmen der nach dem Zweiten Weltkrieg erfolgten Umstrukturierung aufgenommen worden. Dabei griff man auf die bei Isotta Fraschini in der Vergangenheit gemachten Erfahrungen in diesem Bereich zurück. Das einzige entworfene Modell, der Monterosa, ein Luxuswagen mit 8 Zylindern und 3400 cm³ Hubraum, erwies sich kommerziell als Fiasko, da keine zehn Exemplare verkauft werden konnten. Auch der von Antonio Fessia für die CEMSA als Konkurrenz zum Topolino entworfene F.11 gelangte trotz vielversprechender Angebote wegen der bereits bestehenden finanziellen Schwierigkeiten nicht mehr in die Serienfertigung. Auch das von Preston Tucker gezeigte Interesse an diesem Modell verlief wegen dessen Insolvenz im Sand.

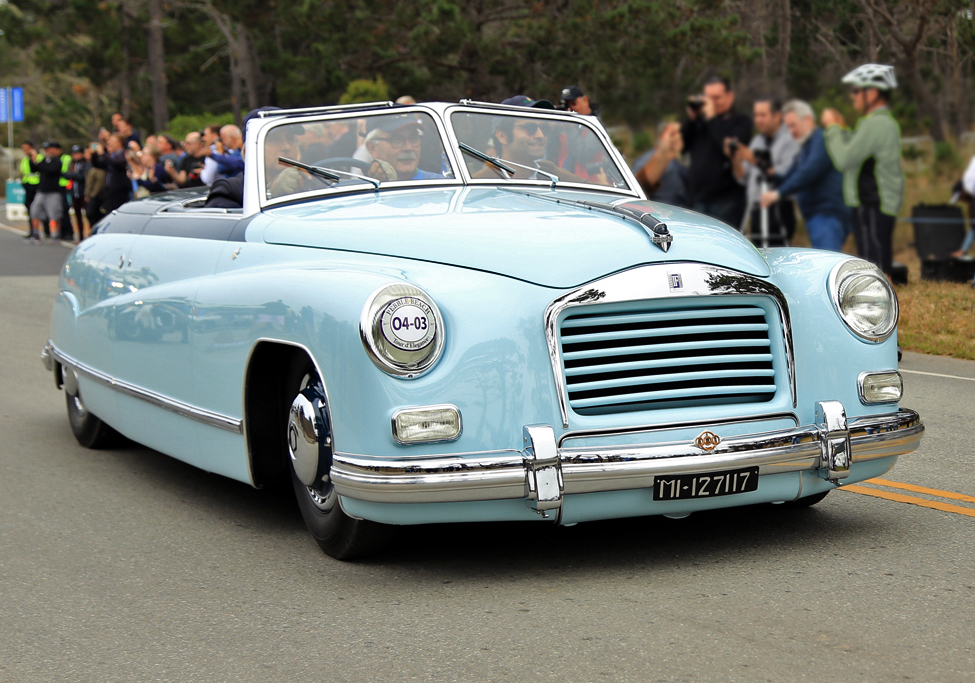
Isotta Fraschini Tipo 8C Monterosa Boneschi Cabriolet
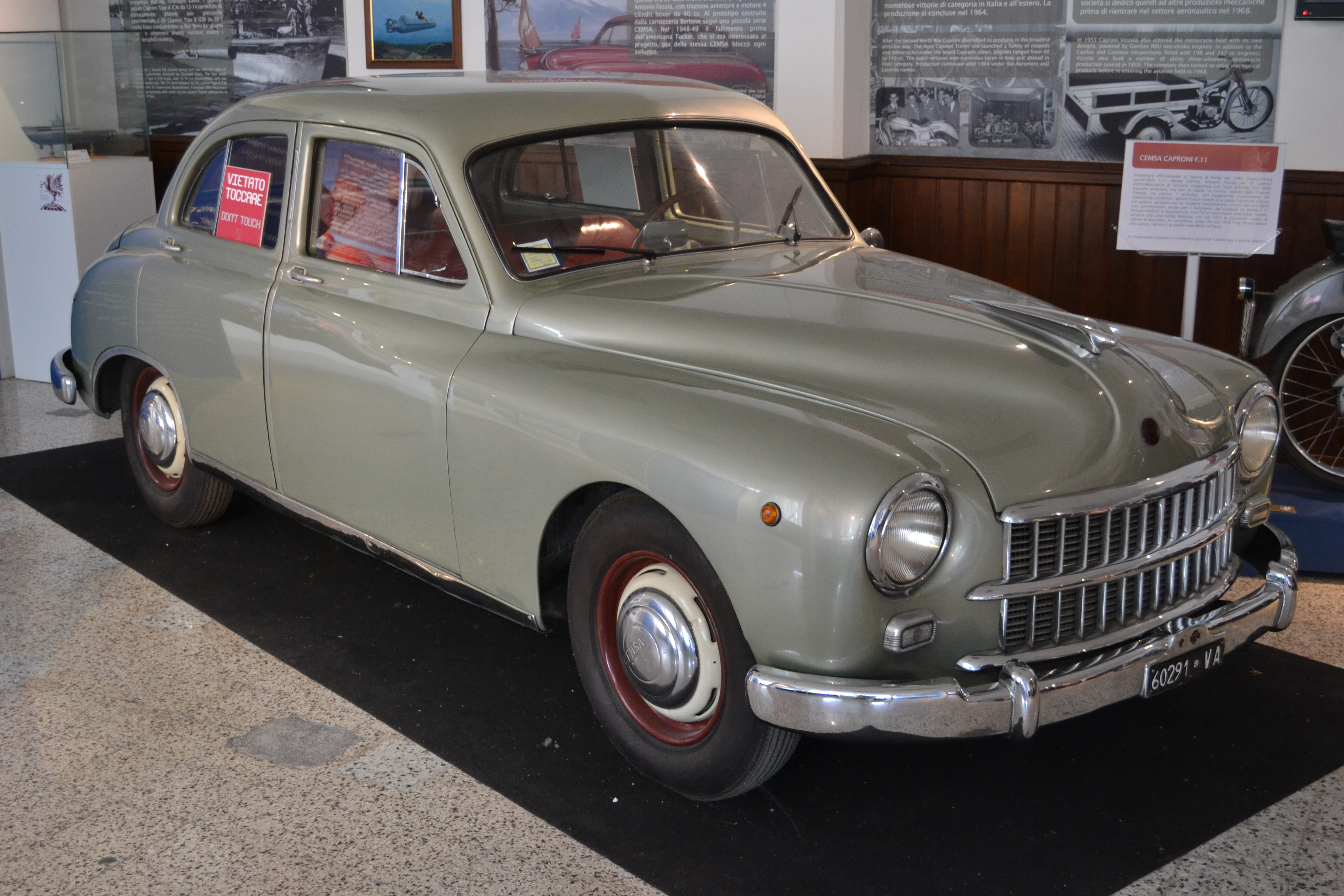
Cemsa F.11

### Motorräder
Die Produktion von Motorrädern wurde nach dem Zweiten Weltkrieg eingeleitet. Caproni hatte bereits nach der Übernahme der Compagnia Nazionale Aeronautica (CNA) Mitte der 1930er Jahre die Möglichkeit, in diesen Markt einzusteigen, da CNA mit der Rondine ein Motorrad fertig entwickelt hatte. Das Projekt wurde aber wegen fehlenden Interesses damals an Gilera verkauft. 1950 begann man in Taliedo zunächst für Ducati und dann unter Eigenregie Motorräder zu produzieren. 1951 entstand mit der Capriolo, die in Arco hergestellt wurde, das bekannteste und kommerziell erfolgreichste Modell, das bis 1956 in mehreren Versionen gebaut wurde. In Vizzola Ticino baute man dagegen von 1953 bis 1959 die Max 250, die zunächst mit einem Motor von NSU und später von FBM aus Modena bestückt war. Nach dem Tod Gianni Capronis 1957 produzierte man unter dem Namen Aeromere (Abkürzung für Aero Meccanica Regionale) noch bis 1959 weiter.

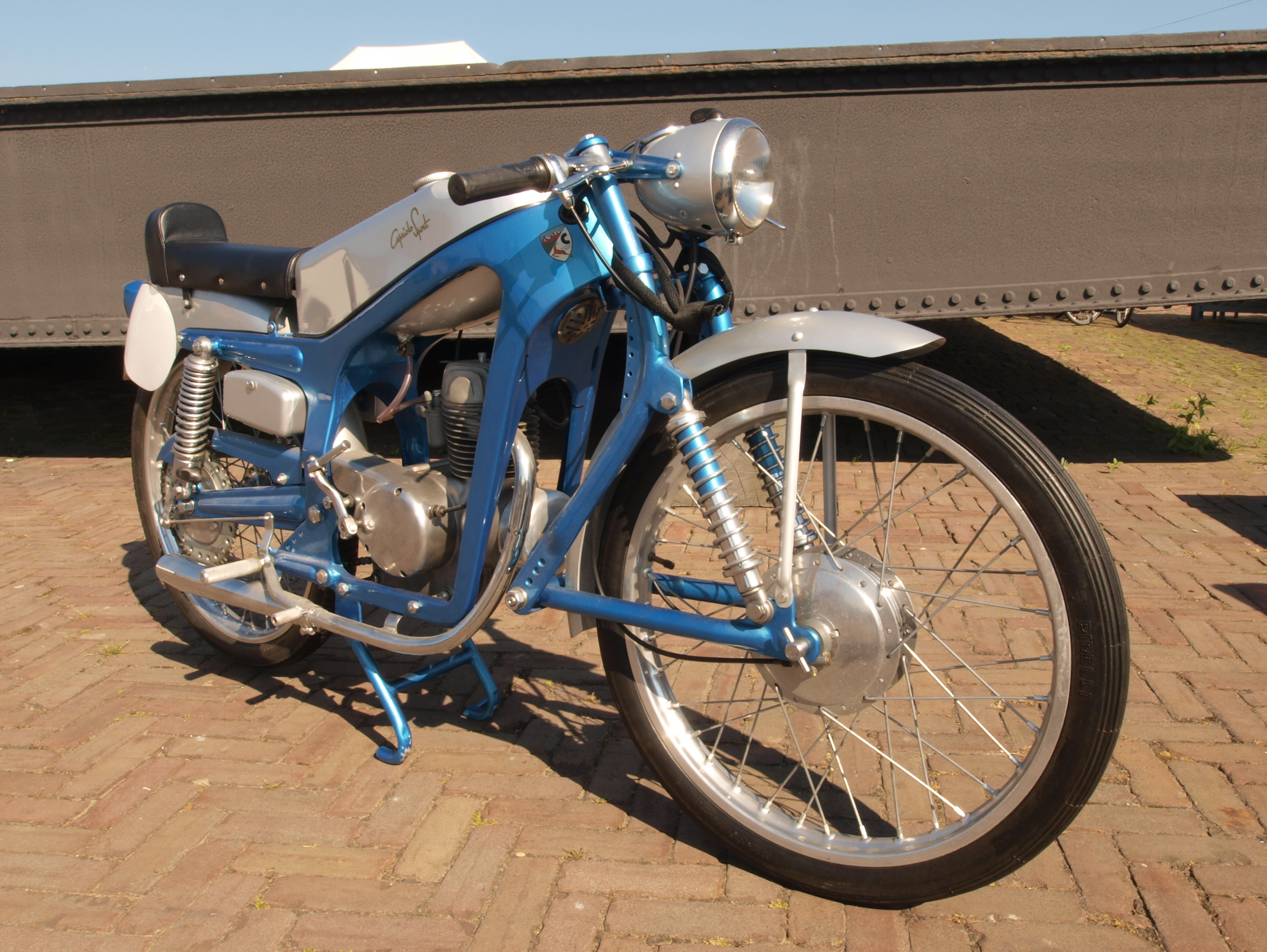
Capriolo Sport
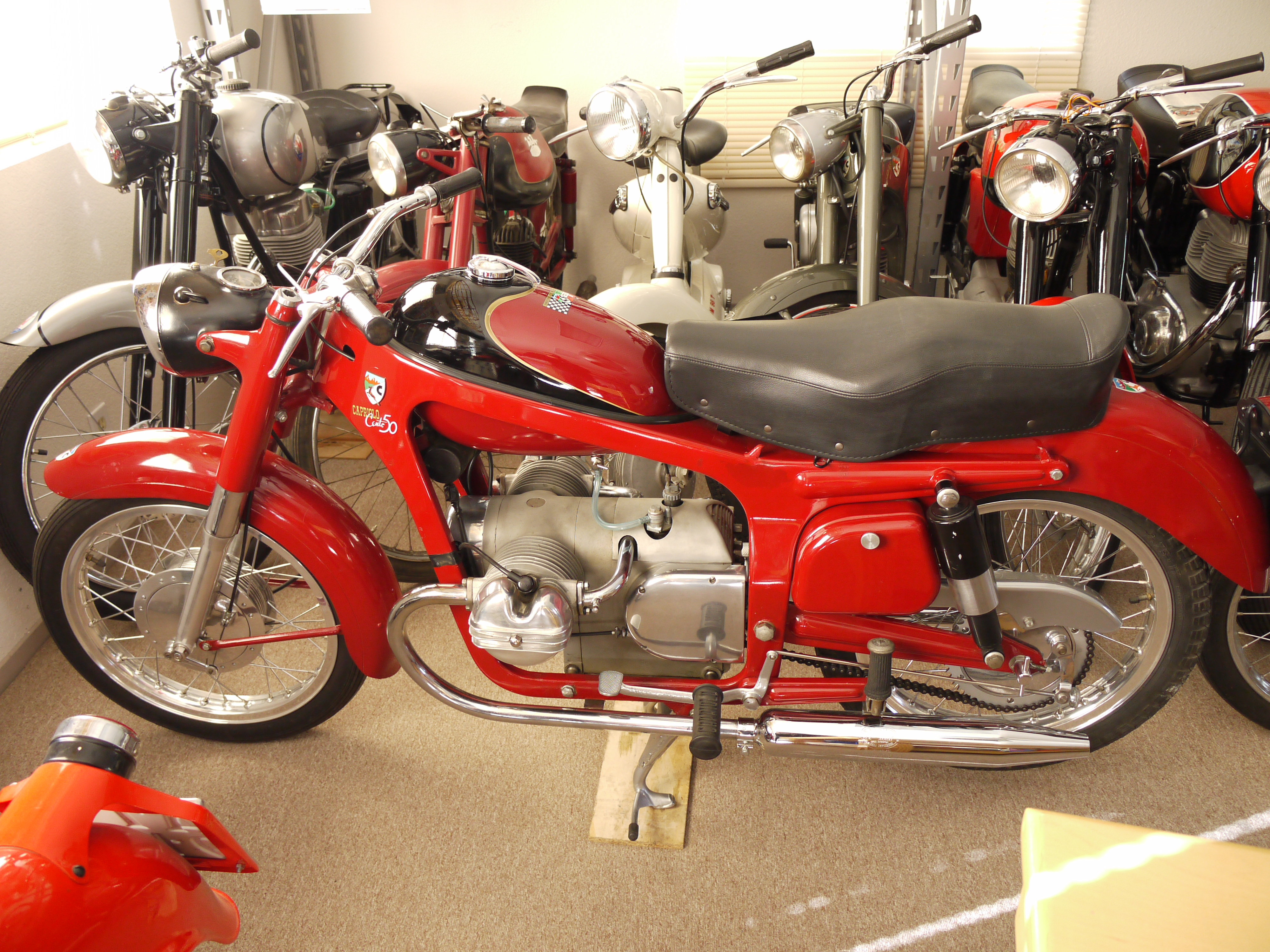
Capriolo Cento50 (1956)
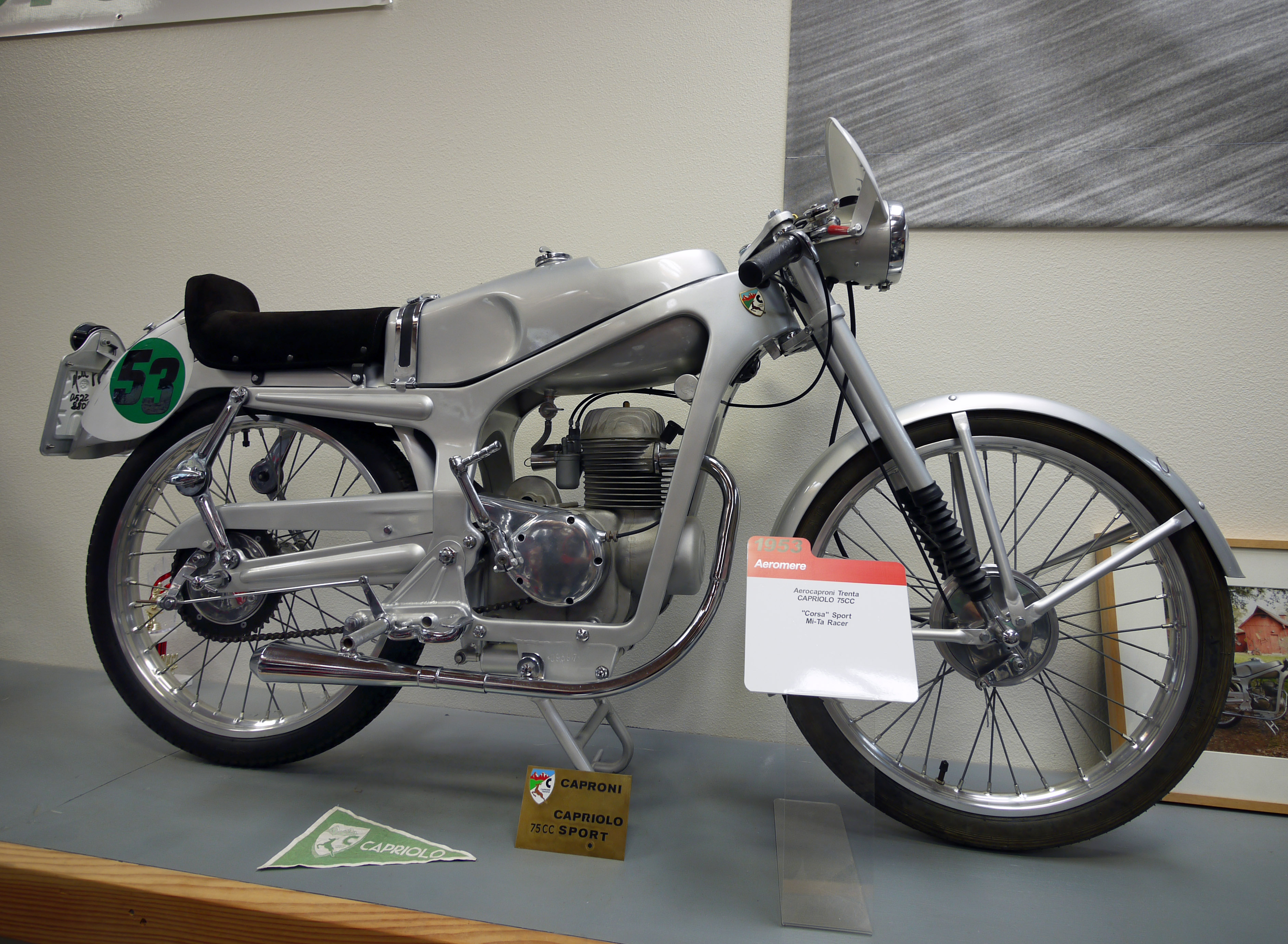
Capriolo 75 Sport Corsa MT (1953)

### Straßenbahnen und Oberleitungsbusse
Ebenfalls nach 1945 wurde in Taliedo und Vizzola Ticino die Produktion von O-Bussen und Trams aufgenommen. Gebaut wurde unter anderem Oberleitungsbusse für die Schweizer Nahverkehrsgesellschaft Transports du Val-de-Ruz sowie Straßenbahnen für das Mailänder Nahverkehrsunternehmen ATM. Für Letzteres wurde ab 1946 die Baureihe 700 in Taliedo als Ersatz für die im Krieg zerstörten Straßenbahnzüge gefertigt. Daneben wurden noch einige wenige Wagen der Baureihe 2500 für die Straßenbahn Rom ausgeliefert.

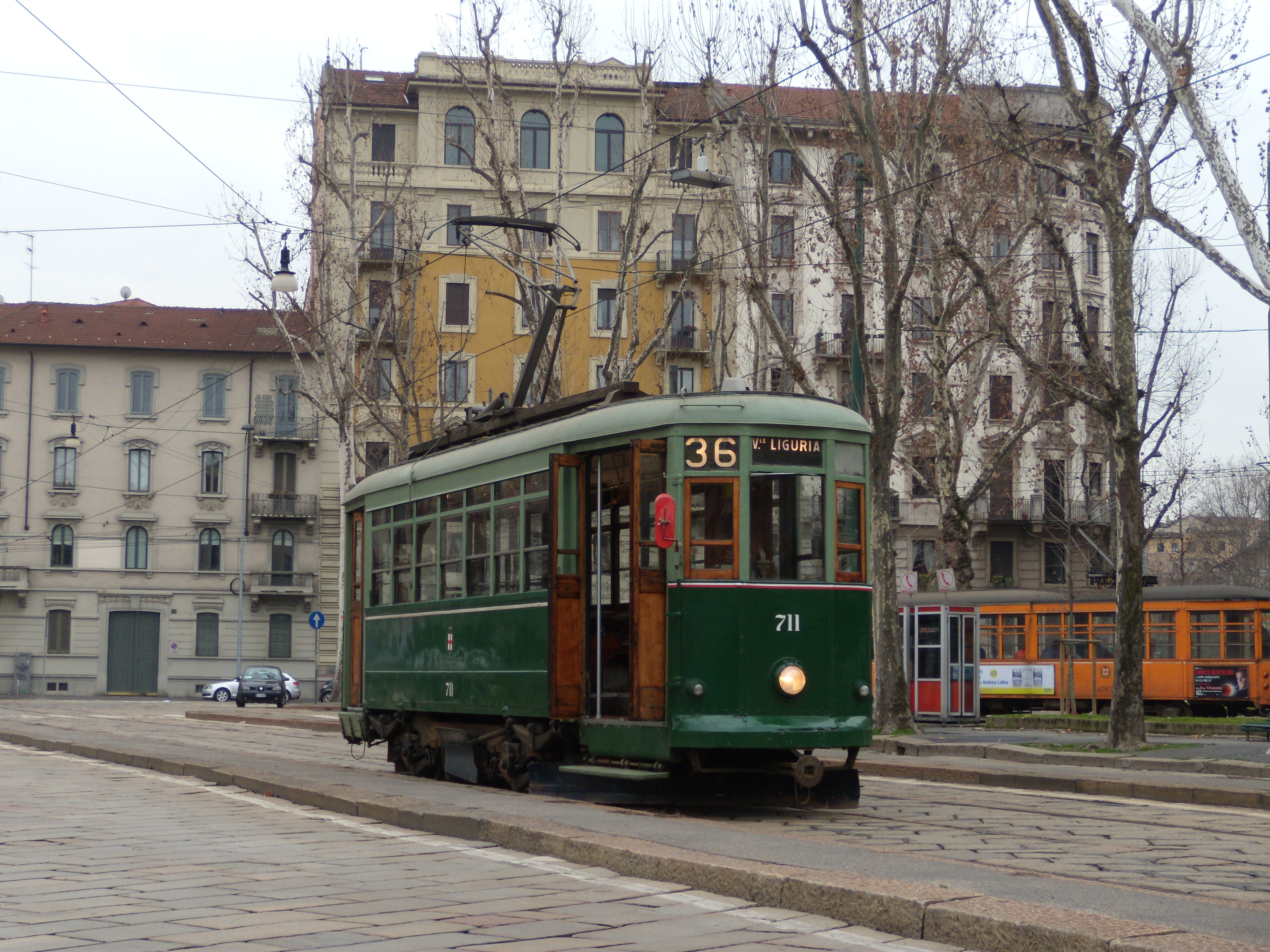
ATM 700
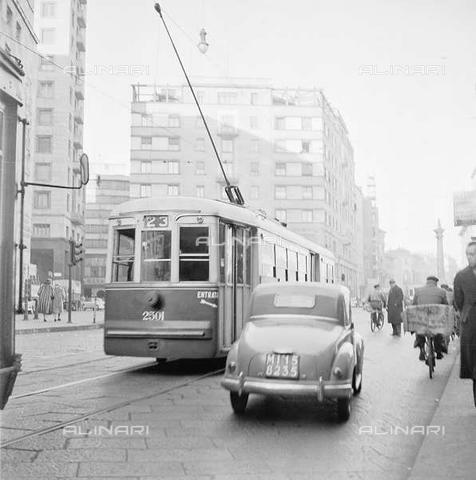
ATM 2501
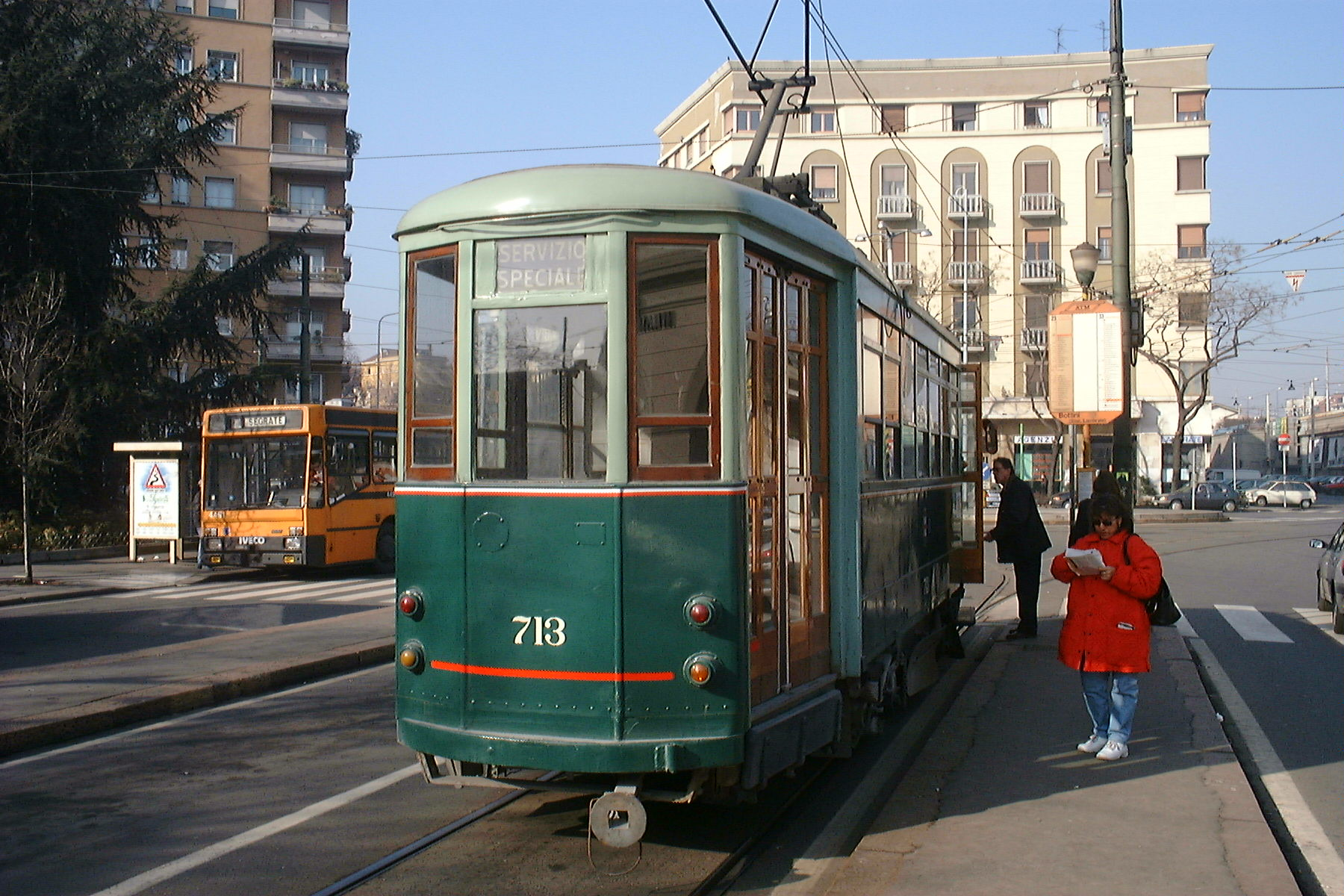
ATM 700